# Ecnomus typhlodes
Ecnomus typhlodes is een schietmot uit de familie Ecnomidae. De soort komt voor in het Oriëntaals gebied.